# 聖ヒエロニムスと審判の天使
『聖ヒエロニムスと審判の天使』（せいヒエロニムスとしんぱんのてんし、伊: San Girolamo e l'angelo del Giudizio、英: Saint Jerome and the Angel of Judgement）は、17世紀スペイン・バロック期の巨匠ホセ・デ・リベーラが1626年にキャンバス上に油彩で描いた絵画である。現在、ナポリのカポディモンテ美術館の所蔵されている。

## 歴史
本作は、1626年にサンティッシマ・トリニタ・ディ・モーナケ (修道女の聖三位一体) 教会主祭壇の側壁礼拝堂を装飾するために描かれた。その場所には、リベーラの『カルトジオ会修道士たちのいる地上の三位一体』 (カポディモンテ美術館蔵) も掛けられていた。
ナポレオン戦争時代に修道院が閉鎖されたのに伴い、本作は1813年に教会から取り外された。その後、ブルボン家のコレクションに入り、王立ブルボン美術館の所在地であったパラッツォ・デリ・ストゥーディ (Palazzo degli Studi) に移された。 次いで、1957年5月5日に開館したカポディモンテ美術館に移された。

## 作品

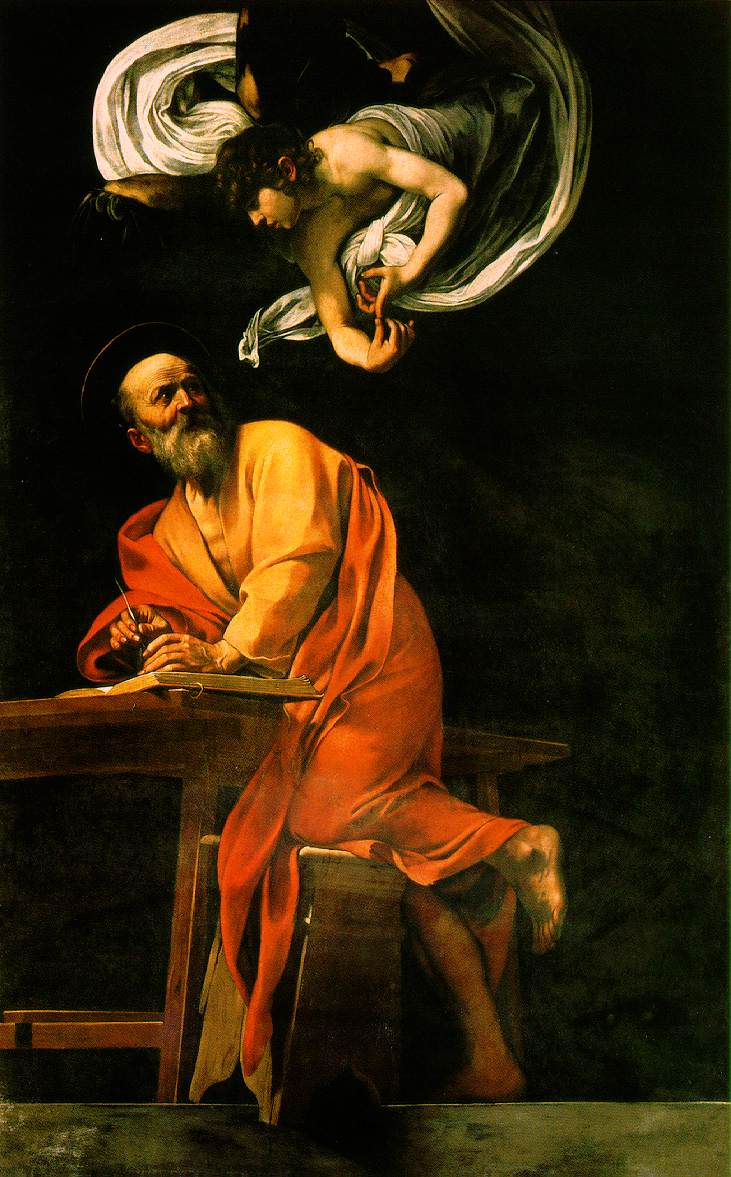
カラヴァッジョ『聖マタイと天使』 (1602年)、サン・ルイジ・デイ・フランチェージ教会、ローマ

聖ヒエロニムスは、341年にダルマチア地方の高貴なキリスト教徒の家に生まれた。ローマで学問を修めた後に神学者や聖書註解者と交流を持つために各地を巡り、さらに353年から5年間ギリシアの荒野で隠遁生活を送った。絵画では、荒野を背景に自らの胸を石で打つ姿がしばしば描かれる。
本作には、聖書を翻訳している聖ヒエロニムスが画面上部右側の雲の間から現れた、角笛を吹く最後の審判の天使に驚いている姿が表されている。その姿は、カラヴァッジョが1602年に制作した『聖マタイと天使』 (サン・ルイジ・デイ・フランチェージ教会、ローマ) のマタイ像と非常に類似している。画面には、聖ヒエロニムスの図像を表すほかのすべての要素が含まれている。聖人の背後の暗がりに微かに見えるライオン、頭蓋骨、そして巻かれた羊皮紙である。画面全体を照らす光は、主に画面上部左側の岩の間に見える風景からもたらされている。

## 分析
署名と制作年が記されている本作はナポリのカラヴァッジョ様式に典型的な要素を持ち、リベーラの最高傑作の1つとして際立っている。作品の見事さは、彼が1630年代からの円熟期達成することとなる様式を先駆している。キアロスクーロの対比は、カラヴァッジョのテネブリスムがより決定的で強調されていた初期の作品ほどは目立たっていない。
当時の人々に本作は革新的に見えたが、それはリベーラがカラヴァッジョの作品で称賛された主題をふたたび取り上げ、当時の絵画では比類のない方法で事物や人物を触覚的に表すことができたからである。同主題を扱った地元ナポリの画家たちは、老齢の様相と画面中における人物と事物の関係を探求したリベーラの本作に影響を受けた。1660年代のナポリの静物画家たちもまた、本作にインスピレーションを得ている。
本作と『カルトジオ会修道士たちのいる地上の三位一体』、『酔えるシレノス』 (カポディモンテ美術館蔵) において、リベーラは様式的巨匠、そして絵画表面を見事に扱う巨匠としての名声を確固たるものとした。

## 展示
この絵画は、2023年6月7日から2025年1月8日までルーヴル美術館で開催された展覧会「ナポリからパリへ。ルーヴル美術館がカポディモンテ美術館を招待 (Naples à Paris. Le Louvre invite le musée de Capodimonte)」で展示されている。